# Mount Kinsey
Mount Kinsey ist ein 3110 m hoher Berg in der antarktischen Ross Dependency. In der Supporters Range ragt er 8 km südwestlich des Ranfurly Point an der östlichen Flanke des Beardmore-Gletschers auf. 
Teilnehmer der Nimrod-Expedition (1907–1909) unter der Leitung des britischen Polarforschers Ernest Shackleton entdeckten ihn. Shackleton benannte ihn nach Joseph James Kinsey (1852–1936), dem neuseeländischen Agenten der Expedition.